# Гамбоджи, Рафаэлло
Рафаэлло Гамбоджи (итал. Raffaello Gambogi; 1874, Ливорно — 1943) — итальянский живописец, художник-пейзажист и жанрист.

## Биография
В 17-летнем возрасте получил специальную стипендию и с 1892 года обучался живописи в Академии изящных искусств во Флоренции. Ученик Джованни Фаттори.
В 1898 году женился на талантливой финской художнице Элин Даниельсон, с которой у него сложилось плодотворное художественное сотрудничество. У пары было несколько совместных выставок, в том числе на Парижской всемирной выставке 1900 года. Семья поселилась в г. Лукка (Тоскана). В круг их знакомств входил Джакомо Пуччини.
В 1896 году его картина «L’uscita della messa» была удостоена Флорентийской премии.
В 1901 году вместе с женой посетил колонию художников Эннингебю на Аландских островах, созданную Виктором Вестерхольмом и написал его портрет.
По возвращении в Италию Раффаэлло начал испытывать проблемы со здоровьем; эмоциональная нестабильность привела его в психиатрическую больницу, где он прожил много лет.
Ныне бо́льшая часть картин Р. Гамбоджи находится за пределами Италии, в основном, в музеях Финляндии и Великобритании.

## Избранные произведения

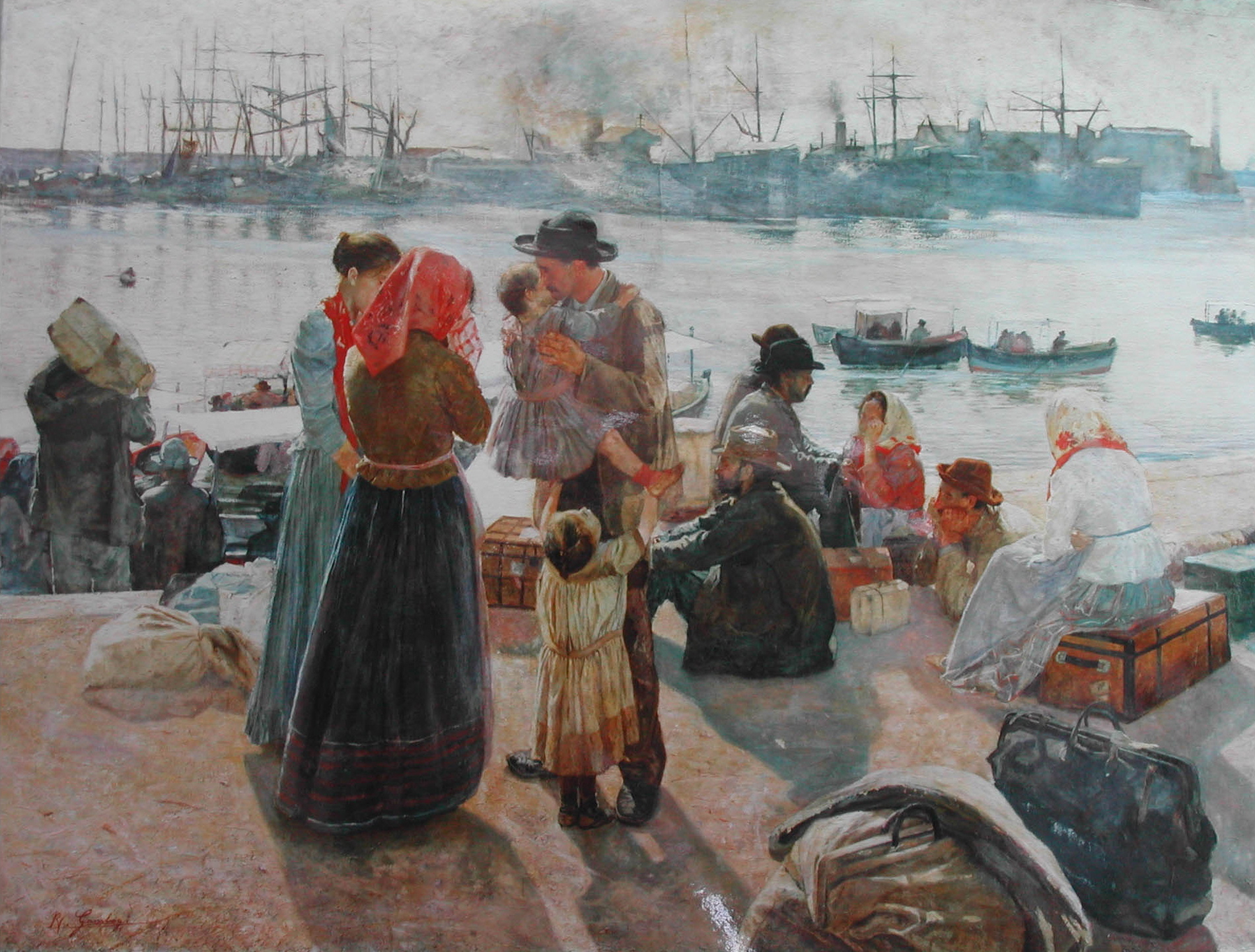
Иммигранты
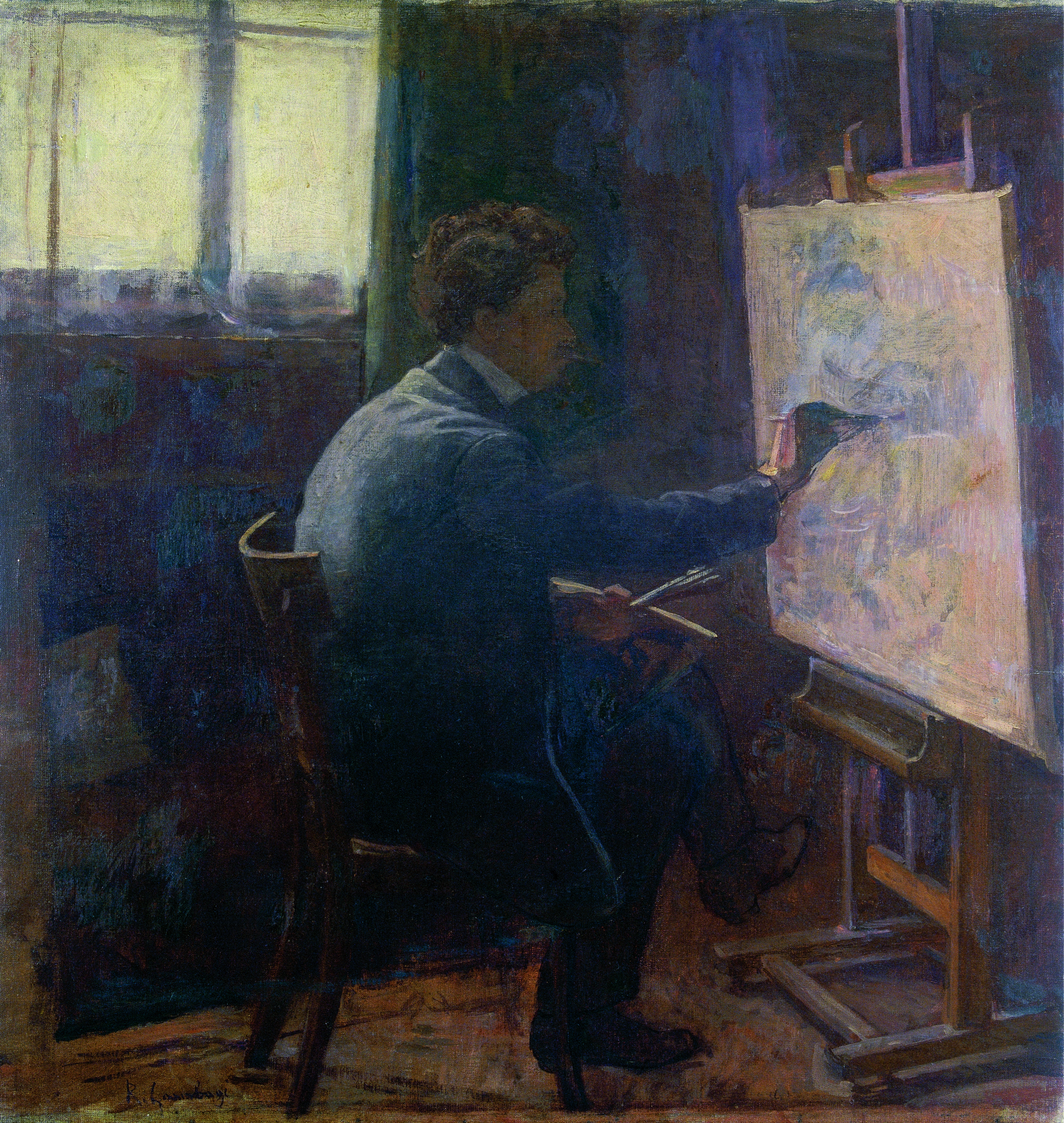
Автопортрет, 1899 г.
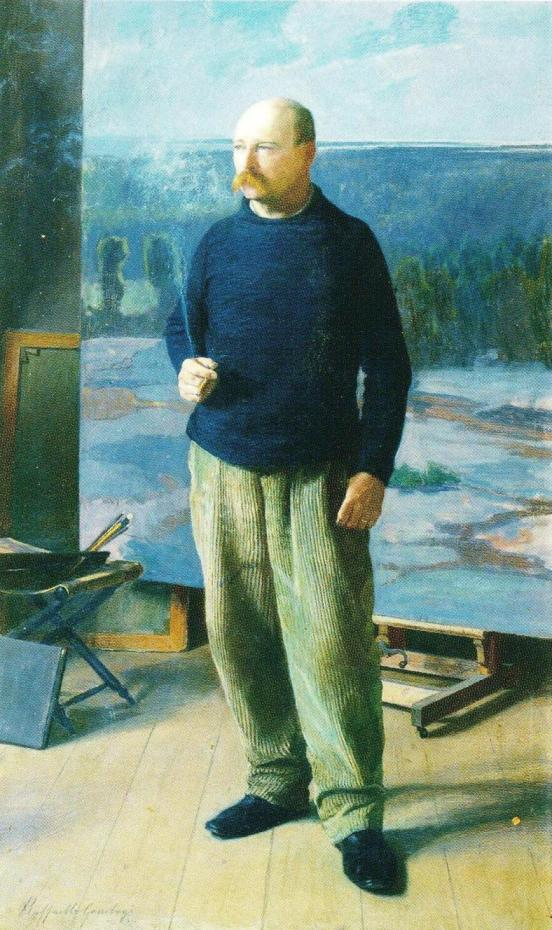
Портрет Виктора Вестерхольма